# ترانه‌شناسی مرجان
این نوشتار ترانه‌ها و آلبوم‌های مرجان را فهرست می‌کند.

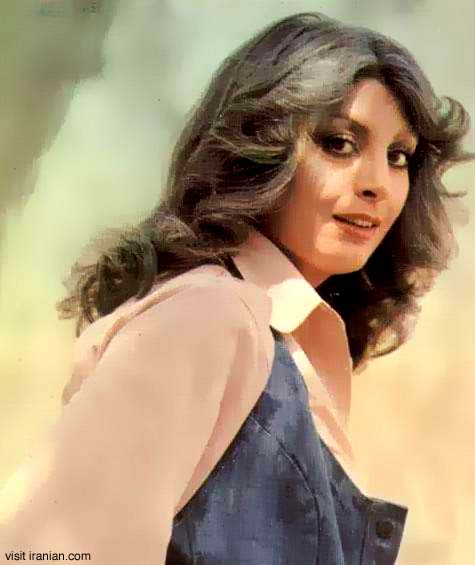
مرجان در دههٔ ۱۳۵۰

## آلبوم‌ها

### کویر دل ۱۳۵۵-۱۳۵۸[۱][۲]
| نام ترانه        | ترانه‌سرا         | آهنگ‌ساز                                                        | تنظیم         |
| ---------------- | ---------------- | -------------------------------------------------------------- | ------------- |
| کویر دل          | بهروز رضوی       | برگرفته از ترانه فرانسوی «Viens dans Ma Vie» با صدای آژدا پکان | اریک          |
| قصه              | روح‌انگیز بنیادلو | تورج شعبان‌خانی                                                 | اریک          |
| گمشده            | بهروز رضوی       | فریبرز لاچینی                                                  | اریک          |
| کی صدا کرد منو   | آرش سزاوار       | آرش سزاوار                                                     | اریک          |
| من همینم (غریبه) | فرهاد شیبانی     | تورج شعبان‌خانی                                                 | اریک          |
| سکهٔ ماه          | حسین منزوی       | آرش سزاوار                                                     | اریک          |
| خونه خالی (سایه) | شهین حنانه       | تورج شعبان‌خانی                                                 | اریک          |
| پرندهٔ تنها       | روح‌انگیز بنیادلو | تورج شعبان‌خانی                                                 | اریک          |
| شوخ              | مهدی لواسانی     | علی سراجیان                                                    | محمد شمس      |
| قُمری             | شرمین شجره       | تورج شعبان‌خانی                                                 | اریک          |
| تکیه بر باد      | هومن ذکایی       | تورج شعبان‌خانی                                                 | اریک          |
| جفت سلیمان       | علی حاتمی        | مجتبی میرزاده                                                  | مجتبی میرزاده |

### شب‌های خط‌خطی ۱۳۸۴[۳]
| نام ترانه   | ترانه‌سرا    | آهنگ‌ساز         | تنظیم           |
| ----------- | ----------- | --------------- | --------------- |
| بیگانه      | حسین منزوی  |                 | اشکان روزبهانی  |
| آرزو        | آرش سزاوار  | پرویز مقصدی     | اشکان روزبهانی  |
| معبود       | رضا اشعاری  | جلیل زولاند     | اشکان روزبهانی  |
| وادی عشق    | رضا اشعاری  |                 | اشکان روزبهانی  |
| شب‌های خط‌خطی | رضا اشعاری  | محمدرضا چراغعلی | اشکان روزبهانی  |
| قصهٔ خواب    |             | سیاوش قمیشی     | اشکان روزبهانی  |
| فرصت نشد    | رضا اشعاری  | حسن شماعی‌زاده   | اشکان روزبهانی  |
| تنها        | رضا اشعاری  | محمدرضا چراغعلی | اشکان روزبهانی  |
| دل خون      | رضا اشعاری  |                 | اشکان روزبهانی  |
| رهائی       | فریدون ژورک | مرجان           | پرویز رحمان‌پناه |

## تک‌آهنگ‌ها

### پیش از انقلاب
| نام ترانه           | ترانه‌سرا        | آهنگ‌ساز     | تنظیم         | سال انتشار |
| ------------------- | --------------- | ----------- | ------------- | ---------- |
| دو دونه             | ابراهیم شکیبایی | پرویز مقصدی | واروژان       | ۱۳۵۶       |
| حسود                | ایرج رزمجو      | پرویز مقصدی | منوچهر چشم‌آذر | ۱۳۵۶       |
| تو اگه بخوای میتونی | محمدرضا رخشانی  | پرویز مقصدی | ناصر چشم‌آذر   | ۱۳۵۶       |
| قطره‌ها              | شهین حنانه      | صادق نوجوکی | ناصر چشم‌آذر   | ۱۳۵۶       |
| شکسته (وطن)         | علیرضا میبدی    | عماد رام    | محمد شمس      | ۱۳۵۸       |

### پس از انقلاب
| نام ترانه     | ترانه‌سرا     | آهنگ‌ساز         | تنظیم           | سال انتشار |
| ------------- | ------------ | --------------- | --------------- | ---------- |
| سوگند         | تورج نگهبان  | محمد شمس        | محمد شمس        | ۱۳۸۵ ۲۰۰۶  |
| رویش ناگزیر   | شهریار دادور | محمد شمس        | محمد شمس        | ۱۳۸۵ ۲۰۰۶  |
| گل سرخ        | حمید اختر    | شاپور باستان‌سیر | شاپور باستان‌سیر | ۱۳۸۶ ۲۰۰۷  |
| نسل سوم       | حمید اختر    | آندرانیک        | آندرانیک        | ۱۳۸۷ ۲۰۰۸  |
| یادگاری       |              |                 |                 | ۱۳۹۱ ۲۰۱۲  |
| وقت براندازی  |              | روزبه عماد      |                 | ۱۳۹۶ ۲۰۱۸  |
| میهنی میسازیم |              | روزبه عماد      |                 | ۱۳۹۷ ۲۰۱۸  |
| اطمینان       |              |                 |                 | ۱۴۰۰ ۲۰۲۲  |